# Dactylorhiza salina
Dactylorhiza salina (укр. Зозульки солончакові, пальчатокорінник солончаковий) — багаторічна і трав'яниста рослина роду зозульок (Dactylorhiza) родини зозулинцевих (Orchidaceae).

## Загальна біоморфологічна характеристика
Рослини 10-30 см заввишки з порожнистим, досить товстим стеблом і 3-5-роздільними бульбами. Листя в числі 5-6 без плям, лінійно-ланцетні, нижні зазвичай дугоподібно відігнуті, 4-10 см завдовжки і 1-2,2 см завширшки, верхні загостреніші і вужчі, найвищі походять на приквітки і досягають основи колоса. Суцвіття короткоциліндричне, багатоквіткове, 3-12 см заввишки. Приквітки зелені або більш-менш фіолетовозабарвлені, вузьколанцетні, нижні дорівнюють квіткам або перевищують їх, верхні трохи коротше квіток. Квітки фіолетово-пурпурні, середній листочок зовнішнього кола оцвітини і 2 бічних внутрішнього кола складені в шолом, бічні зовнішні листочки відхилені; зовнішні листочки яйцювато-ланцетні, бічні нерівнобокі, 2 бокових внутрішніх майже дорівнюють середньому зовнішньому. Листочки оцвітини 7-10 мм завдовжки. Губа 7-10 мм завдовжки, 7-10 мм завширшки, округла, тупа або на верхівці тупувато загострена, цільна або з ледь наміченими трьома лопатями. Шпорець 8-12 мм завдовжки, циліндричний, трохи звужений, трохи довший губи, рівний зав'язі. Зав'язь сидяча, скручена. Цвіте у червні — липні. Розмножується насінням. Кількість хромосом — 2n = 40.

## Поширення
Росте в Західному і Східному Сибіру (Республіка Алтай, Хакасія, Тува, Бурятія, Читинська область), на Далекому Сході Росії, на Кавказі, в Казахстані, Киргизстані, у північній Монголії, у провінціях Сіньцзян і Сичуань Китаю а також на Тибеті на висоті до 3 600 м над рівнем моря.
Утворює природний гібрид Dactylorhiza × baicalica Aver. (1982) з іншим видом зозульок Dactylorhiza cruenta (O.F.Müll.) Soó.

## Екологія
Зустрічається на болотах, біля струмків, на сирих солончаках, солонцях, осокових та інших сирих луках, у верболозах, листяних лісах, заростях обліпихи. Особливо часто поширений він на слабо заболочених солонцюватих і солончакуватих купинястих луках, у травостої яких є одним з найспецифічніших видів.

## Природоохоронні заходи
Занесений до Червоних книг Амурської області (2009), Красноярського краю (2005, 2012), Ставропольського краю (2002), Республіки Саха (Якутія) (2000).